# Починок Діна Тимофіївна
Починок Діна Тимофіївна (нар. 15 січня 1925 р., м. Боровичі Новгородська обл.) — бібліотекар, фундатор і перший директор Хмельницької обласної бібліотеки для юнацтва, заслужений працівник культури УРСР (1968).

## Життєпис
Народилася 15 січня 1925 року в м. Боровичі Новгородської області в родині військового. Закінчила 8 класів середньої школи та курси санінструкторів в передмісті Ленінграда — Колпіно.
В 1944 році нагороджена медаллю «За оборону Ленінграда». Саме там, серед воєнного лихоліття, познайомилася з подолянином Макаром Івановичем Починком та переїхала в Україну.
У 1952 р. закінчила Кам'янець-Подільський технікум підготовки культосвітніх працівників (нині Кам'янець-Подільський коледж культури і мистецтв) та отримала фах бібліотекаря.
Працювала на різних посадах в бібліотеках Хмельниччини: 1949 р. — бібліотекар читального залу Кам'янець-Подільської міської бібліотеки ім. В. Затонського (нині Кам'янець-Подільська центральна міська бібліотека імені Костя Солухи); 1952 р. — бібліотекар шкільної бібліотеки № 2 в м. Славута; 1957 р. — завідуюча Грицівською районною бібліотекою; 1962 р. — завідуюча Волочиською ройоною бібліотекою для дітей.
З 1972 р. старший бібліотекар, а згодом завідуюча відділом мистецтв Хмельницької обласної бібліотеки для дітей (нині Хмельницька обласна бібліотека для дітей імені Т. Г. Шевченка).
У 1968 році, за значні досягнення в бібліотечній сфері, Діні Тимофіївні, першій серед бібліотекарів області, присвоєно почесне звання заслуженого працівника культури України.
16 березня 1977 року призначена директором Хмельницької обласної бібліотеки для юнацтва (нині Хмельницька обласна бібліотека для молоді).
У 1984 році з метою поширення досвіду бібліотеки по роботі з читачами на базі бібліотеки проведено республіканський семінар директорів юнацьких бібліотек.
Після виходу у 1985 р. на заслужений відпочинок брала активну участь в обласній ветеранській організації, впродовж двадцяти років організовувала роботу жіночого клубу «Бойова подруга».

## Нагороди
- 1944 р. — медаль «За оборону Ленінграда»
- 1968 р. — звання «Відмінник міністерства культури СРСР»
- 1968 р. — звання «Заслужений працівник культури УРСР»